# Ritualen
Ritualen (engelska The Rite) är en amerikansk skräckfilm regisserad av den svenske regissören Mikael Håfström och skriven av Matt Baglio och Michael Petroni. Filmen är baserad på Matt Baglios bok The Rite: The Making of a Modern Exorcist, vilken i sin tur är baserad på verkliga händelser. Filmen hade biopremiär den 4 mars 2011 i Sverige och den 28 januari i USA.

## Handling
Michael Kovak (Colin O'Donoghue) är begravningsentreprenör och uppvuxen i en religiös familj i USA. Han är besviken på sin far och sitt familjeliv, och han studerar till präst men tvivlar på sin tro. Efter en tid blir Michael diakon, men han skriver en avskedsansökan till fader Matthew (Toby Jones), eftersom hans tro sviktar. Medan fader Matthew försöker stärka  Michaels tro på Gud skickar han honom till en exorcismskola i Vatikanen. Under utbildningen möter han Angelina Vargas (Alice Braga), en journalist som är där för att skriva en artikel för en tidning. Michaels tvivlande attityd gör att han skickas till fader Lucas (Anthony Hopkins), en präst från Wales med särskilda exorcismmetoder.
Michael skymtar sedan ett underligt fenomen som vetenskapen inte kan förklara och en ondska så rasande och skrämmande att det tvingar honom att ifrågasätta allt som han tror på.

## Rollista
| Colin O'Donoghue       | – Michael Kovak   |
| Anthony Hopkins        | – Fader Lucas     |
| Alice Braga            | – Angelina Vargas |
| Marta Gastini          | – Rosaria         |
| Maria Grazia Cucinotta | – Moster Andria   |
| Ciarán Hinds           | – Fader Xavier    |
| Toby Jones             | – Fader Matthew   |
| Chris Marquette        | – Eddie           |
| Rutger Hauer           | – Istvan Kovak    |
| Marija Karan           | – Sandra          |
| Torrey DeVitto         | – Nina            |

## Produktion
Mikael Håfström började arbeta med filmen i februari 2010. Den skulle handla om övernaturliga fenomen, exorcism och demonisk besatthet, baserat på Matt Maglios bok. Rollerna fördelades i mars och för huvudrollerna fader Lucas och Michael Kovak valdes Anthony Hopkins och Colin O'Donoghue. Filmen är producerad av Beau Flynn och Tripp Vinson. Filmen har spelats in i Contrafilm Studios, samt i Rom och Budapest.

## Mottagande
I USA:s största tidningar fick filmen överlag - men inte genomgående - dåliga recensioner.